# Résolution 71/205 de l'Assemblée générale des Nations unies
- En faveur
- Contre
- Abstention
- Absent
- Non membre

La résolution A/RES/71/205 de l’Assemblée générale des Nations Unies, Situation des droits de l’homme dans la République autonome de Crimée et la ville de Sébastopol (Ukraine) une résolution adoptée le 19 décembre 2016 lors de la 71e session de l'Assemblée générale des Nations Unies. Elle condamne les graves violations et abus commis contre la population de Crimée, appelle la Russie à respecter ses obligations en vertu du droit international et exige la libération immédiate des citoyens ukrainiens détenus arbitrairement.

## Contexte de la résolution
Le 15 novembre, la Troisième Commission (Droits de l'homme) de l'Assemblée générale des Nations Unies a adopté une résolution du même nom, initiée par l'Ukraine. Ce document a été soutenu par 73 États, 23 ont voté contre et 76 se sont abstenus. La résolution de la Troisième Commission a été coparrainée par 41 États membres de l’ONU,.

## Contenu
La résolution prévoit la mise en œuvre des points suivants:
- Condamne les abus, les mesures et les pratiques discriminatoires à l’encontre des résidents de la Crimée temporairement occupée par la Russie, notamment des Tatars de Crimée, ainsi que des Ukrainiens et des personnes appartenant à d’autres groupes ethniques et religieux, ainsi que le recrutement forcé de résidents des territoires occupés pour servir dans les forces armées de la Fédération de Russie, en violation des Conventions de Genève[5];

- Demande à la Russie de se conformer à ses obligations en vertu du droit international applicable, de prendre toutes les mesures nécessaires pour mettre immédiatement fin à toutes les violations des droits de l’homme en Crimée et de libérer immédiatement les citoyens ukrainiens qui ont été illégalement détenus et condamnés ;

- Demande à la Russie de créer et de maintenir des conditions sûres et favorables pour les journalistes et les défenseurs des droits de l’homme, d’annuler la décision de déclarer le Mejlis des Tatars cimme organisation « extrêmiste » et d’entamer immédiatement une coopération pleine et entière avec le Haut-Commissariat aux droits de l’homme, l'OSCE et le Conseil de l’Europe sur la situation des droits de l’homme en Crimée ;

- Fournir aux mécanismes internationaux des droits de l’homme, en particulier à la Mission de surveillance des droits de l’homme des Nations Unies en Ukraine, un accès sans entrave à la Crimée afin de surveiller la situation ;

- Demande au Haut-Commissariat des Nations Unies aux droits de l’homme d’établir un rapport thématique spécial sur la situation des droits de l’homme sur le territoire de la Crimée temporairement occupée et à Sébastopol.

Après l'adoption de cette résolution, pour la première fois dans les documents officiels de l'ONU, la Russie a été reconnue comme puissance occupante et le territoire de Crimée et de Sébastopol comme territoire temporairement occupé. Le document confirme l'unité et l'intégrité territoriale de l'Ukraine à l'intérieur de ses frontières internationalement reconnues et condamne la prétendue « annexion » par la Russie. La résolution fait état de cas d'exécutions extrajudiciaires, d'enlèvements, de persécutions à motivation politique, de discrimination et d'intimidation, de torture et de mauvais traitements de détenus.

## Vote
Le projet de résolution A/C.3/71/L.26, proposé le 31 octobre 2016 par 30 États membres de l'ONU et coparrainé le 8 novembre par 8 États supplémentaires (en gras), a été adopté le 9 novembre à la 49e séance de la Troisième Commission par 73 voix contre 23, avec 76 abstentions, et le 19 décembre à la 65e séance plénière de la 71e session de l'Assemblée générale,:
| Vote                               | Nombre | États membres |
| ---------------------------------- | ------ | --- |
| Pour                               | 70     | Australie, Autriche, Albanie, Andorre, Antigua-et-Barbuda, Barbade, Belize, Belgique, Bulgarie, Bhoutan, Vanuatu, Royaume-Uni, Haïti, Honduras, Grèce, Géorgie, Danemark, Estonie, Yémen, Israël, Irlande, Islande, Espagne, Italie, Canada, Qatar, Chypre, Kiribati, Costa Rica, Lettonie, Lituanie, Liberia, Liechtenstein, Luxembourg, Malte, Îles Marshall, Moldavie, Monaco, Pays-Bas, Allemagne, Nouvelle-Zélande, Norvège, Palaos, Panama, Macédoine du Nord, Pologne, Portugal, Roumanie, Samoa, Saint-Marin, Arabie saoudite, Saint-Christophe-et-Niévès, Slovaquie, Slovénie, Îles Salomon, États-Unis, Sierra Leone, Tuvalu, Turquie, Hongrie, Ukraine, Micronésie, Finlande, France, Croatie, Tchéquie, Monténégro, Suisse, Suède, Japon |
| Contre                             | 26     | Angola, Biélorussie, Bolivie, Burundi, Venezuela, Arménie, Érythrée, Zimbabwe, Inde, Iran, Kazakhstan, Cambodge, Chine, Comores, Cuba, Nicaragua, Soudan du Sud, Afrique du Sud, Corée du Nord, Russie, Serbie, Syrie, Soudan, Ouganda, Ouzbékistan, Philippines |
| Abstention                         | 77     | Алжир, Argentine, Bahamas, Bangladesh, Bahreïn, Bénin, Bosnie-Herzégovine, Botswana, Brésil, Brunei, Vietnam, Gabon, Ghana, Guyana, Guatemala, Guinée-Bissau, Guinée, Dominique, République dominicaine, Équateur, Guinée équatoriale, Éthiopie, Égypte, Zambie, Indonésie, Irak, Jordanie, Cap-Vert, Cameroun, Kenya, Kirghizistan, Colombie, Côte d'Ivoire, Koweït, Laos, Lesotho, Libye, Birmanie, Maurice, Mauritanie, Malawi, Malaisie, Mali, Maldives, Mexique, Mozambique, Mongolie, Namibie, Nauru, Népal, Niger, Nigeria, Émirats arabes unis, Oman, Pakistan, Papouasie-Nouvelle-Guinée, Paraguay, Pérou, République du Congo, Salvador, Seychelles, Saint-Vincent-et-les-Grenadines, Sainte-Lucie, Singapour, Somalie, Suriname, Tadjikistan, Thaïlande, Tanzanie, Togo, Tonga, Trinité-et-Tobago, Uruguay, Fidji, Chili, Sri Lanka, Jamaïque |
| Absent (ne prend pas part au vote) | 20     | Azerbaïdjan, Afghanistan, Burkina Faso, Gambie, Grenade, République démocratique du Congo, Djibouti, Liban, Madagascar, Maroc, Corée du Sud, Rwanda, Sao Tomé-et-Principe, Eswatini, Sénégal, Timor oriental, Tunisie, Turkménistan, République centrafricaine, Tchad |
| Total                              | 193    | |

## Réactions
Le vice-ministre des Affaires étrangères de l'Ukraine, Serhiy Kyslytsya, a déclaré lors de la réunion de l'Assemblée générale des Nations Unies,:
« З часу окупації Автономної Республіки Крим та міста Севастополь (Україна) ситуація з правами людини на півострові різко погіршилась, продовжують надходити численні повідомлення про серйозні порушення та зловживання, що здійснюються стосовно жителів Криму.
Рада ООН з прав людини є та залишатиметься базовою платформою для боротьби з порушеннями прав людини. Однак, голос Генеральної Асамблеї дає потужний сигнал порушникам та є дороговказом для всіх органів та інституцій системи ООН, де б вони не знаходились. Ми безмежно вдячні всім і кожному, хто сьогодні зробить голос Асамблеї більш потужним »
« Depuis l’occupation de la République autonome de Crimée et de la ville de Sébastopol, la situation des droits de l’homme dans la péninsule s’est fortement détériorée, et de nombreuses informations faisant état de violations graves et d’abus commis contre les habitants de la Crimée continuent à arriver.
Le Conseil des droits de l’homme des Nations Unies est et restera la plate-forme fondamentale pour lutter contre les violations des droits de l’homme. Cependant, la voix de l’Assemblée générale donne un signal puissant aux contrevenants et est un point de repère pour tous les organes et institutions du système des Nations Unies, où qu’ils soient. Nous sommes immensément reconnaissants à tous ceux qui rendront la voix de l’Assemblée plus puissante aujourd’hui. »
De son côté, le représentant russe Evgueni Zagainov a déclaré que le projet de résolution était unilatéral : « le projet ignore complètement les conséquences unilatérales pour les habitants de Crimée des actions des autorités ukrainiennes. » Il a également affirmé que « le projet est partial et partiel » et que sa délégation voterait contre la résolution.

## Voir également